# Aegilops columnaris
Aegilops columnaris är en gräsart som beskrevs av Petr Michajlovitj Zjukovskij. Aegilops columnaris ingår i släktet bockveten, och familjen gräs. Inga underarter finns listade i Catalogue of Life.